# اجاق موشکی
اجاق موشکی یک اجاق گاز کارآمد و گرم سوز با استفاده از سوخت چوب با قطر کوچک است.سوخت در یک محفظه احتراق ساده حاوی یک دودکش عمودی عایق شده می‌سوزد، که احتراق تقریباً

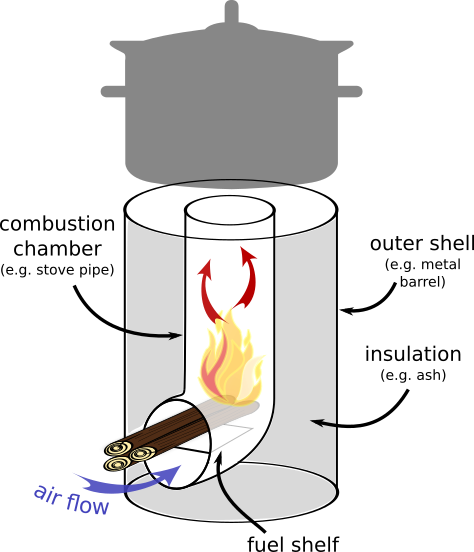
ساختار یک اجاق موشکی

کامل را قبل از رسیدن شعله به سطح پخت تضمین می‌کند. طرح‌های اجاق‌های موشکی اغلب برای اجاق‌های قابل حمل برای پخت و پز استفاده می‌شوند، اما این طرح برای اجاق‌های بزرگ و ثابت در موسسات و برای ساخت بخاری‌های دسته جمعی موشکی برای گرم کردن نیز استفاده می‌شود.

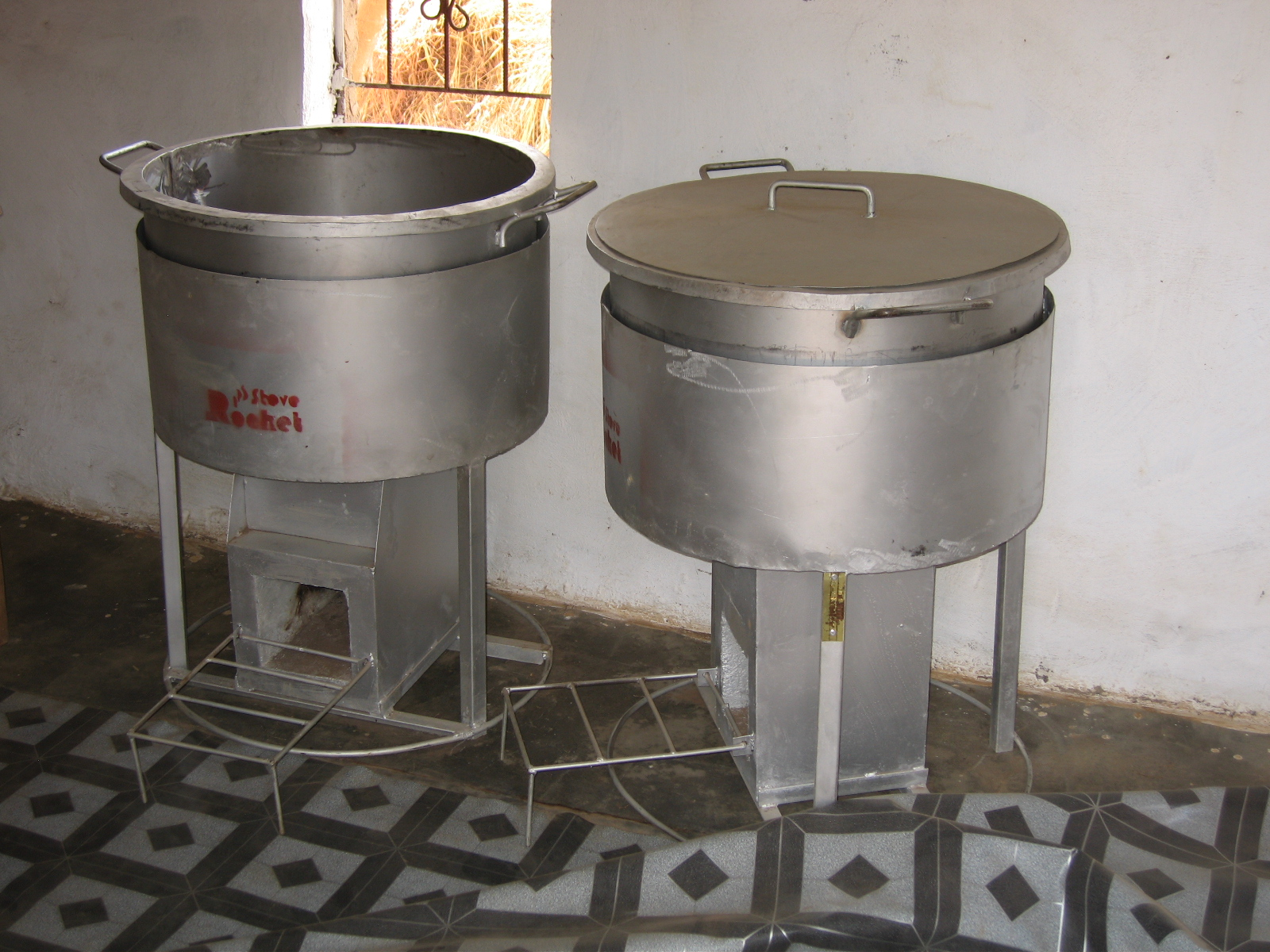
نمونه‌هایی برای پخت و پز

در آزمایش‌های میدانی در هند، اجاق‌های موشکی در مقایسه با اجاق‌های سنتی ۱۸ تا ۳۵ درصد سوخت کمتری مصرف کردند و در مقایسه با آتش ساده، سنتی، باز و سه سنگی، سوخت مصرفی ۳۹ تا ۴۷ درصد کاهش یافت. [نیازمند منبع]

## تاریخچه
ایده اجاق موشک از لامپ Argand بود که در سال ۱۷۸۰ به ثبت رسید. یک لامپ نفتی سنتی بود که یک دودکش شیشه ای را در بالای شعله برای افزایش جریان هوا تعبیه کرده بود. این طرح علاوه بر استفاده برای نور، برای پخت و پز و گرم کردن آب نیز به دلیل داشتن قوی‌ترین گرمای بدون دود مورد استفاده قرار گرفت.
لری وینیارسکی، مدیر فنی Aprovecho، توسعه اجاق موشک را در سال ۱۹۸۰ بر اساس اجاق VITA، طراحی شده توسط Sam Baldwin سام بالدوین، آغاز کرد و اصول سیستم‌های توسعه یافته توسط رومی‌ها در سیستم‌های گرمایش و پخت و پز هیپوکاست (زیر سوز) را دوباره کشف کرد. یک اجاق برای ساخت تورتیلا بر اساس اصول اجاق موشک طراحی شد و در سال ۲۰۰۵ برنده جایزه Ashden Award شد. Aprovecho در سال ۲۰۰۶ همان جایزه را برای اجاق‌های موشکی خود دریافت کرد. اجاق‌های موشکی Aprovecho در لسوتو، مالاوی، اوگاندا، موزامبیک، تانزانیا و زامبیا فروخته شدند.

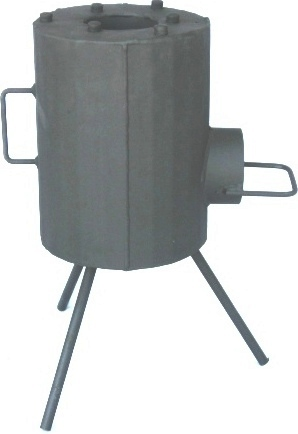
یک نمونه دیگر

## بهره‌برداری

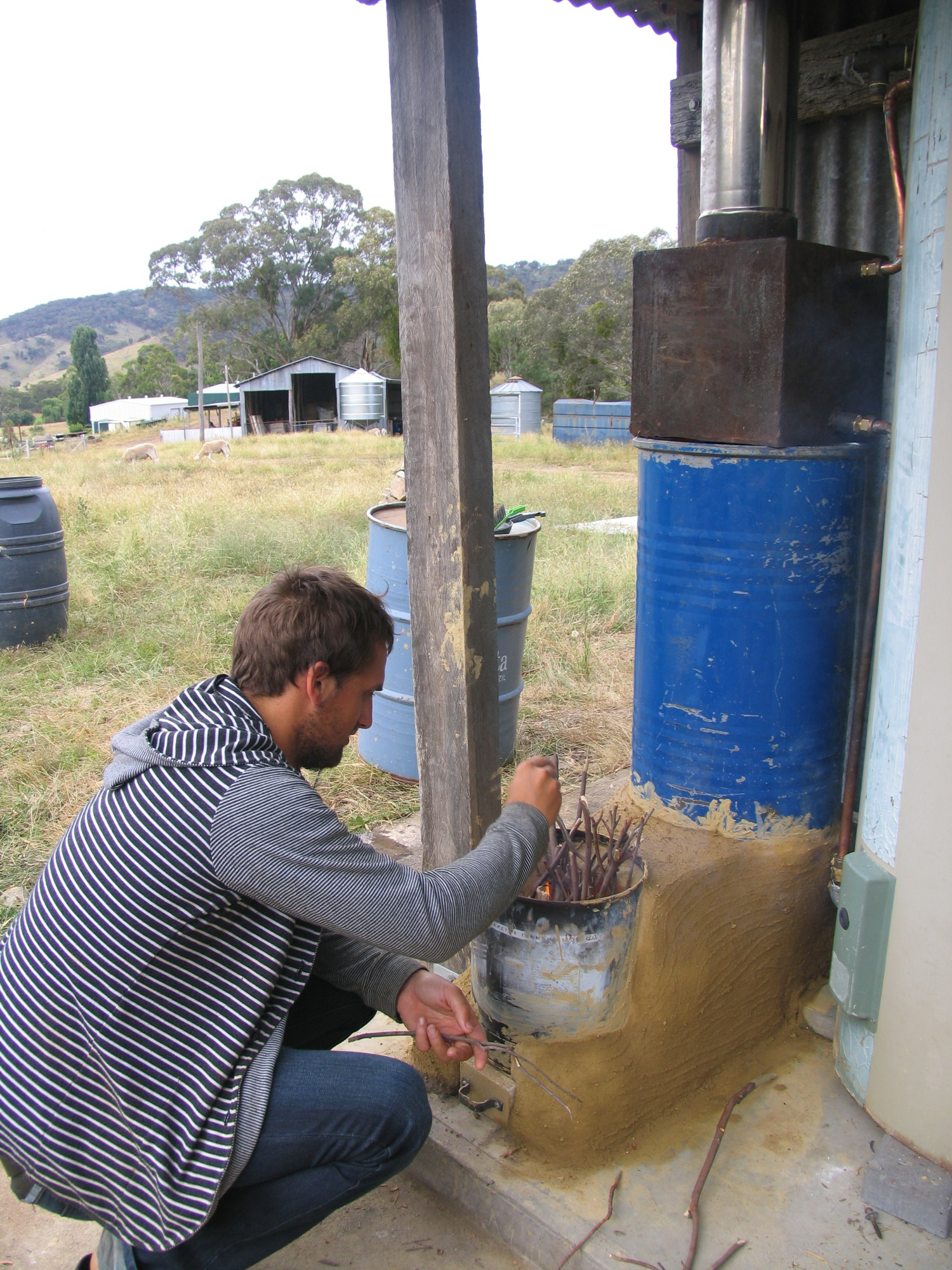
استفاده از اجاق موشکی برای گرم کردن آب

بسیاری از کشورهای در حال توسعه از اجاق‌های سوخت چوبی سنتی بدون تهویه مناسب استفاده می‌کنند، که غلظت ذرات دود در داخل خانه را «معمولاً ۱۰ تا ۱۰۰ برابر سطوح درازمدت توصیه شده توسط سازمان بهداشت جهانی» تولید می‌کنند.قرار گرفتن در مدت طولانی دربرابر این ذرات موجب بیماری است. اجاق‌های موشکی در احتراق سوخت بهتر عمل می‌کنند، بنابراین سوخت کمتری مصرف می‌کنند و دود، مونوکسید کربن و دوده کمتری تولید می‌کنند.
در روستایی در کنیا، مقایسه اجاق‌های سه سنگی سنتی و اجاق‌های گلی موشکی (RMS) نشان داد که استفاده از RMS منجر به کاهش ۳۳ درصدی تولید مونوکسید کربن در آشپزخانه و کاهش ۴۲ درصدی در تولید مونوکسید کربن «شخصی» می‌شود. با دیتالاگرهایی که روی لباس قرار داده شده بودند اندازه‌گیری شد.